# Tina Brown
Tina Brown (nascuda com a Christina Hambley Brown, 21 de novembre de 1953) és una editora de revistes, columnista i presentadora angloestatunidenca. És autora de The Diana Chronicles, una biografia de Diana de Gal·les. Nascuda com a ciutadana britànica, va adoptar la ciutadania estatunidenca el 2005 després d'emigrar el 1984 per ser editora de Vanity Fair. S'anomena legalment Lady Evans.
Després d'haver estat redactora en cap de la revista Tatler amb 25 anys, va guanyar notorietat en la indústria dels mitjans estatunidencs com a editora de la revista Vanity Fair de 1984 a 1992 i de The New Yorker de 1992 a 1998. El 2000 va ser nomenada comandant de l'Orde de l'Imperi Britànic pels seus serveis al periodisme a l'estranger, i el 2007 va ser inclosa en el Saló de la Fama dels Editors de Revistes. Com a editora, també ha estat guardonada amb quatre premis George Polk, cinc premis de l'Overseas Press Club, i deu premis National Magazine. L'octubre de 2008, es va associar amb Barry Diller, president d'IAC/InterActiveCorp, per fundar i editar The Daily Beast. Dos anys més tard, el novembre de 2010, The Daily Beast es va fusionar amb el setmanari Newsweek en una aliança d'empreses per fundar The Newsweek Daily Beast Company. El setembre de 2013 Brown va anunciar que deixaria de ser editora en cap de The Daily Beast per llançar Tina Brown Media i escriure Media Beast, un llibre de memòries dels seus anys en el món dels mitjans.